# Глашинце
Глашинце је насеље у Србији у општини Житорађа у Топличком округу. Према попису из 2022. било је 337 становника (према попису из 1991. било је 464 становника).
Овде се налази Латинска црква у Глашинцу.

## Демографија
Село је мењало назив али и место. Најпре се налазило на једном брежуљку у непосредној близини Глашиначке цркве зване Латинска црква. Земљиште је имало облик главичице која се је уздизала изнад своје околине, па је вероватно и место добило назив по томе. 1444 године село се зове Глашне цркве и власништво је Степана, зета Пашиног. По документу из прве половине XVIII века оно се зове Главишинце, а негде у XIX Главшинце. Тако је село вековима сачувало успомену на првобитан назив Главичице, која се у археолошком историјату ових крајева помиње као Глашиначка чука.
У насељу Глашинце живи 342 пунолетна становника, а просечна старост становништва износи 41,8 година (42,0 код мушкараца и 41,6 код жена). У насељу има 110 домаћинстава, а просечан број чланова по домаћинству је 3,06.
Ово насеље је великим делом насељено Србима (према попису из 2002. године).
|  |

| Демографија | Демографија | Демографија |
| Година      | Становника  | Становника  |
| ----------- | ----------- | ----------- |
| 1948.       | 381         |             |
| 1953.       | 427         |             |
| 1961.       | 430         |             |
| 1971.       | 448         |             |
| 1981.       | 456         |             |
| 1991.       | 464         | 450         |
| 2002.       | 427         | 472         |
| 2011.       | 410         |             |
| 2022.       | 337         |             |

| Етнички састав према попису из 2002.‍ | Етнички састав према попису из 2002.‍ | Етнички састав према попису из 2002.‍ | Етнички састав према попису из 2002.‍ | Етнички састав према попису из 2002.‍ |
| ------------------------------------ | ------------------------------------ | ------------------------------------ | ------------------------------------ | ------------------------------------ |
|                                      |                                      |                                      |                                      |                                      |
| Срби                                 | Срби                                 |                                      | 394                                  | 92,27%                               |
| Роми                                 | Роми                                 |                                      | 26                                   | 6,08%                                |
| Македонци                            | Македонци                            |                                      | 1                                    | 0,23%                                |
| Бугари                               | Бугари                               |                                      | 1                                    | 0,23%                                |
| непознато                            | непознато                            |                                      | 1                                    | 0,23%                                |

| Година пописа     | 1948. | 1953. | 1961. | 1971. | 1981. | 1991. | 2002. |
| ----------------- | ----- | ----- | ----- | ----- | ----- | ----- | ----- |
| Број домаћинстава | 54    | 64    | 79    | 96    | 106   | 120   | 119   |

| Број чланова      | 1  | 2  | 3  | 4  | 5  | 6  | 7 | 8 | 9 | 10 и више | Просек |
| ----------------- | -- | -- | -- | -- | -- | -- | - | - | - | --------- | ------ |
| Број домаћинстава | 12 | 31 | 17 | 22 | 17 | 12 | 7 | 1 | 0 | 0         | 3,59   |

| Пол    | Укупно | Неожењен/Неудата | Ожењен/Удата | Удовац/Удовица | Разведен/Разведена | Непознато |
| ------ | ------ | ---------------- | ------------ | -------------- | ------------------ | --------- |
| Мушки  | 181    | 40               | 126          | 11             | 4                  | 0         |
| Женски | 177    | 19               | 124          | 27             | 5                  | 2         |
| УКУПНО | 358    | 59               | 250          | 38             | 9                  | 2         |

| Пол    | Укупно                    | Пољопривреда, лов и шумарство | Рибарство                            | Вађење руде и камена | Прерађивачка индустрија       |
| ------ | ------------------------- | ----------------------------- | ------------------------------------ | -------------------- | ----------------------------- |
| Мушки  | 83                        | 24                            | 0                                    | 0                    | 18                            |
| Женски | 24                        | 18                            | 0                                    | 0                    | 1                             |
| УКУПНО | 107                       | 42                            | 0                                    | 0                    | 19                            |
| Пол    | Производња и снабдевање   | Грађевинарство                | Трговина                             | Хотели и ресторани   | Саобраћај, складиштење и везе |
| Мушки  | 1                         | 14                            | 4                                    | 2                    | 9                             |
| Женски | 0                         | 1                             | 1                                    | 0                    | 0                             |
| УКУПНО | 1                         | 15                            | 5                                    | 2                    | 9                             |
| Пол    | Финансијско посредовање   | Некретнине                    | Државна управа и одбрана             | Образовање           | Здравствени и социјални рад   |
| Мушки  | 1                         | 0                             | 5                                    | 2                    | 0                             |
| Женски | 0                         | 0                             | 0                                    | 2                    | 1                             |
| УКУПНО | 1                         | 0                             | 5                                    | 4                    | 1                             |
| Пол    | Остале услужне активности | Приватна домаћинства          | Екстериторијалне организације и тела | Непознато            | Непознато                     |
| Мушки  | 3                         | 0                             | 0                                    | 0                    | 0                             |
| Женски | 0                         | 0                             | 0                                    | 0                    | 0                             |
| УКУПНО | 3                         | 0                             | 0                                    | 0                    | 0                             |

## Галерија
- Зграда Месне канцеларије
- Зграда Месне канцеларије
- Зграда Месне канцеларије
- Зграда Месне канцеларије
- Латинска црква у селу
- Латинска црква у селу
- Латинска црква у селу
- Латинска црква у селу
- Унутрашњост цркве